# ديك نوستمان
ديك نوستمان (بالإنجليزية: Dick Knostman)‏ مواليد 9 أغسطس 1931 في واميغو، هو لاعب كرة سلة أمريكي معتزل. بدأ مسيرته الاحترافية في سنة 1953. تم اختياره من قبل فريق فيلادلفيا سفنتي سيكسرز خلال الدرافت. حمل الرقم 10. يبلغ طوله 6 قدم 6 بوصة (2.0 م). اعتزل اللعب في 1954.

## روابط خارجية
- ديك نوستمان على موقع إن بي أي (الإنجليزية)
- ديك نوستمان على موقع سبورتس رفرنس (الإنجليزية)
- ديك نوستمان على موقع كلية كرة السلة في سبورتس رفرنس.كوم (الإنجليزية)
- ديك نوستمان على موقع ريلجم (الإنجليزية)
- ديك نوستمان على موقع بروبوليرز (الإنجليزية)
- ديك نوستمان على موقع قاعة كنساس للمشاهير الرياضية (مؤرشف) (الإنجليزية)